# Distretto di Inashiki
Il distretto di Inashiki (稲敷郡, Inashiki-gun?) è uno dei distretti della prefettura di Ibaraki, in Giappone.
Fanno parte del distretto i comuni di Ami, Kawachi e Miho.
| Controllo di autorità | VIAF (EN) 159468708 · LCCN (EN) n82078700 · J9U (EN, HE) 987007550466005171 · NDL (EN, JA) 00630141 |